# Gare de Rungis - La Fraternelle
Gare de Rungis - La Fraternelle vasútállomás és RER állomás Franciaországban, Rungis településen.

## Vasútvonalak
Az állomást az alábbi vasútvonalak érintik:
- Choisy-le-Roi-Massy - Verrières-vasútvonal

## Kapcsolódó állomások
A vasútállomáshoz az alábbi állomások vannak a legközelebb:
- Gare du Pont de Rungis - Aéroport d'Orly (Gare de Pontoise, Gare de Versailles-Château-Rive-Gauche, RER C)
- Gare du Chemin d'Antony (Gare de Massy - Palaiseau, RER C)

## Lásd még
- Franciaország vasútállomásainak listája
- A RER állomásainak listája